# Магалиф, Юрий Михайлович
Юрий Михайлович Магалиф (16 июля 1918, Петроград — 28 января 2001, Новосибирск) — советский и российский писатель и поэт.

## Биография
Родился в 1918 году в Петрограде семье провизора и польской графини Миткевич. Его мать — наполовину цыганка. Детство и юность прошли в Ленинграде. В 1935 году вместе с матерью был репрессирован и сослан в Казахстан. Вернувшись в Ленинград, учился в театральном институте на актёра-чтеца. В 1938 году женится, тогда же у него рождается сын. В 1941 году его арестовывают по 58 статье, в связи с тем, что в его вещах найдены стенограммы первого съезда писателей, и отправляют в лагерь возле Новосибирска. В 1946 году Юрий Михайлович освобождается и устраивается работать в филармонию Новосибирска. Выступает на радио, женится второй раз. Как артист, Юрий Михайлович объездил с концертами всю Сибирь.
Первая серьёзная литературная работа Магалифа — сказка «Приключения Жакони» (1957), которая сразу полюбилась маленьким читателям. Она неоднократно издавалась и переводилась на европейские языки, ставилась на сцене, звучала по радио.
В 1958 году выходит первая взрослая книга рассказов Юрия Михайловича, темой которых становится связь человека с обществом, ответственность за судьбы людей, живущих рядом, эта тема нашла своё продолжение в его следующих работах.
В конце 1970-х годов Юрий Магалиф обращается к поэзии, пишет автобиографическую и публицистическую поэму «Дальняя дистанция», в которой звучит тема гражданственности, любви, дружбы, философские размышления о жизни, судьбе. Поэт выпустил несколько поэтических сборников, в которые вошли его пейзажная лирика, пронизанная тонким, лёгким и светлым настроением.
Всего перу Магалифа принадлежат 36 произведений: повестей, рассказов, стихотворений, пьес, сказок. Член союза писателей СССР, в 1995 году он получает литературную премию имени Н. Г. Гарина-Михайловского. В 1997 году по пьесе «Где Люба Любич» в Новосибирском городском драматическом театре под руководством Сергея Афанасьева был поставлен спектакль.
Умер в 2001 году, похоронен на Заельцовском кладбище.

## Память
Улица в Заельцовском районе Новосибирска названа именем Юрия Магалифа.